# Virginia Berasi
Virginia Berasi (Tione di Trento, 17 febbraio 1994) è un'ex pallavolista italiana, di ruolo palleggiatrice.

## Carriera

### Club
La carriera di Virginia Berasi inizia nel Castel Stenico; nella stagione 2010-11 passa al Lizzana, in Serie B2, per poi accasarsi, nell'annata 2012-13, al Neruda, in Serie B1. Nella stagione successiva torna al Lizzana, in Serie B2, categoria dove resta anche per il campionato 2014-15, questa volta con il Talmassons, con cui ottiene la promozione in Serie B1, dove gioca nell'annata seguente con lo stesso club.
Resta in Serie B1 anche per la stagione 2016-2017, difendendo i colori della Pav Udine, per poi firmare, nell'annata 2017-18, per la Fruvit, in Serie B2. Nella stagione 2018-19 è nuovamente al Talmassons, in Serie B1, conquistando la promozione in Serie A2, divisione dove gioca nell'annata successiva ma con la Trentino Rosa, aggiudicandosi la Coppa Italia di categoria; per il campionato 2020-21 veste la maglia dell'Adolfo Consolini, sempre in serie cadetta.
Nella stagione 2021-22 viene ingaggiata dalla neopromossa Megavolley, esordendo in Serie A1: al termine del campionato annuncia il suo ritiro dalla pallavolo giocata.

## Palmarès

### Club
- Coppa Italia di Serie A2: 1

2019-20